# 磁量子数
磁量子数（英語：Magnetic quantum number）是描述电子运动的角动量在{\displaystyle Z}轴的投影的量子数。
因为电子旋转相当于圆圈电流，它必定会产生磁场，形成轨道磁矩，在磁场作用下将有不同的取向。这一点是由塞曼（Zeeman）在1896年用实验证明的。量子力学波函数方程的解能够解释这个实验结果。所有这三个量子数，都取整数值，互相有制约。角量子数必須小於主量子数，磁量子数不能超过角量子数。

## 塞曼效应
当原子受外磁场作用时，原子光谱中谱线会由原来一条分为多条，称为能级分裂。这是由于电子的磁量子数决定的电子磁矩空间取向的不同造成的。但磁量子数只能解释正常塞曼效应，反常塞曼效应需要引入“自旋”的概念，即自旋量子数来解释。